# Phylloscopus fuligiventer
El mosquitero ahumado (Phylloscopus fuligiventer) es una especie de ave paseriforme de la familia Phylloscopidae  propia del Himalaya y la meseta tibetana. 

## Distribución
Se encuentra en el Himalaya central y oriental y el este de la meseta tibetana. Ocasionalmente se encuentra como divagante en  Birmania.